# دونالد ساج
دونالد ساج (بالإنجليزية: Donald Sage)‏ هو منافس ألعاب قوى أمريكي، ولد في 5 أكتوبر 1981 في إلمهورست في الولايات المتحدة.

## وصلات خارجية
- دونالد ساج على موقع الاتحاد الدولي لألعاب القوى (الإنجليزية)